# Strzelectwo na Letnich Igrzyskach Olimpijskich 1968
Strzelectwo na Letnich Igrzyskach Olimpijskich 1968 w Meksyku rozgrywane było w dniach 18–23 października. W zawodach wzięło udział 351 strzelców z 62 krajów. Na igrzyskach zadebiutowały kobiety, które rywalizowały jednak z mężczyznami. Wśród trzech strzelczyń znalazła się Polka – Eulalia Rolińska. Złoty medal dla Polski zdobył w konkurencji pistoletu szybkostrzelnego Józef Zapędzki. Po raz pierwszy w programie igrzysk znalazł się skeet.

## Medaliści
| Konkurencja                                           | Złoto              | Wynik | Srebro           | Wynik | Brąz                 | Wynik |
| Pistolet szybkostrzelny, 25 m (szczegóły)             | Józef Zapędzki     | 593   | Marcel Roșca     | 591   | Renart Sulejmanow    | 591   |
| Pistolet dowolny, 50 m (szczegóły)                    | Grigorij Kosych    | 562   | RFN Heinz Mertel | 562   | NRD Harald Vollmar   | 560   |
| Karabin małokalibrowy leżąc, 50 m (szczegóły)         | Jan Kůrka          | 598   | László Hammerl   | 598   | Ian Ballinger        | 597   |
| Karabin małokalibrowy, trzy postawy, 50 m (szczegóły) | RFN Bernd Klingner | 1157  | John Writer      | 1156  | Witalij Parchimowicz | 1154  |
| Karabin dowolny, trzy postawy, 300 m (szczegóły)      | Gary Anderson      | 1157  | Walentin Korniew | 1151  | Kurt Müller          | 1148  |
| Trap (szczegóły)                                      | Bob Braithwaite    | 198   | Thomas Garrigus  | 196   | NRD Kurt Czekalla    | 196   |
| Skeet (szczegóły)                                     | Jewgienij Pietrow  | 198   | Romano Garagnani | 198   | RFN Konrad Wirnhier  | 198   |

## Klasyfikacja medalowa
| Lp. | Państwo           |   |   |   | Razem |
| --- | ----------------- | - | - | - | ----- |
| 1.  | ZSRR              | 2 | 1 | 2 | 5     |
| 2.  | Stany Zjednoczone | 1 | 2 | 0 | 3     |
| 3.  | RFN               | 1 | 1 | 1 | 3     |
| 4.  | Czechosłowacja    | 1 | 0 | 0 | 1     |
| 4.  | Polska            | 1 | 0 | 0 | 1     |
| 4.  | Wielka Brytania   | 1 | 0 | 0 | 1     |
| 7.  | Rumunia           | 0 | 1 | 0 | 1     |
| 7.  | Węgry             | 0 | 1 | 0 | 1     |
| 7.  | Włochy            | 0 | 1 | 0 | 1     |
| 10. | NRD               | 0 | 0 | 2 | 2     |
| 11. | Nowa Zelandia     | 0 | 0 | 1 | 1     |
| 11. | Szwajcaria        | 0 | 0 | 1 | 1     |